# Corioli
Corioli var en antik volskisk stad i Latium adiectum, enligt de romerska annalerna erövrad 493 f.Kr., tillsammans med Longula och Pollusca, samt för volskernas räkning återtagen av Gaius Marcius Coriolanus, dess ursprunglige erövrare, som, i protest mot hur hans landsmän behandlade honom, hade deserterat till fienden. Efter detta dyker den inte upp i historien mer, och några år senare (443 f.Kr.) omtalas en dispyt mellan Ardea och Aricia över en bit land, som skall ha tillhört Corioli, men vid okänt datum hade övergått i romerska händer tillsammans med Corioli. Platsen återfinns troligen i nordvästra delen av området mellan havet, floden Astura och Albanbergen; men den kan inte anges noggrannare (teorin att det skulle vara Monte Giove, söder om Valle Aricciana, vilar inte på tillräckliga bevis), och till och med under Plinius den äldres tid omnämndes den som en av Latiums förlorade städer.